# Gouvernement Ma'rib
Ma'rib (arabisch مأرب, DMG Maʾrib) ist eines der 22 Gouvernements des Jemen. Es liegt im Zentrum des Landes.
Ma'rib hat eine Fläche von 20.023 km² und ca. 340.000 Einwohner (Stand: 2017). Das ergibt eine Bevölkerungsdichte von 17 Einwohnern pro km².

## Raketenangriff bei Marib
Am 4. September 2015 wurde von Huthi-Rebellen gegen eine Militärbasis der Saudi-Koalition im Bezirk Marib eine OTR-21 Totschka-Rakete eingesetzt. Ein direkter Treffer des Munitionslagers durch die Totschka verursachte eine Explosion, bei der über 100 Soldaten der Koalition getötet wurden.